# Naveta des Tudons

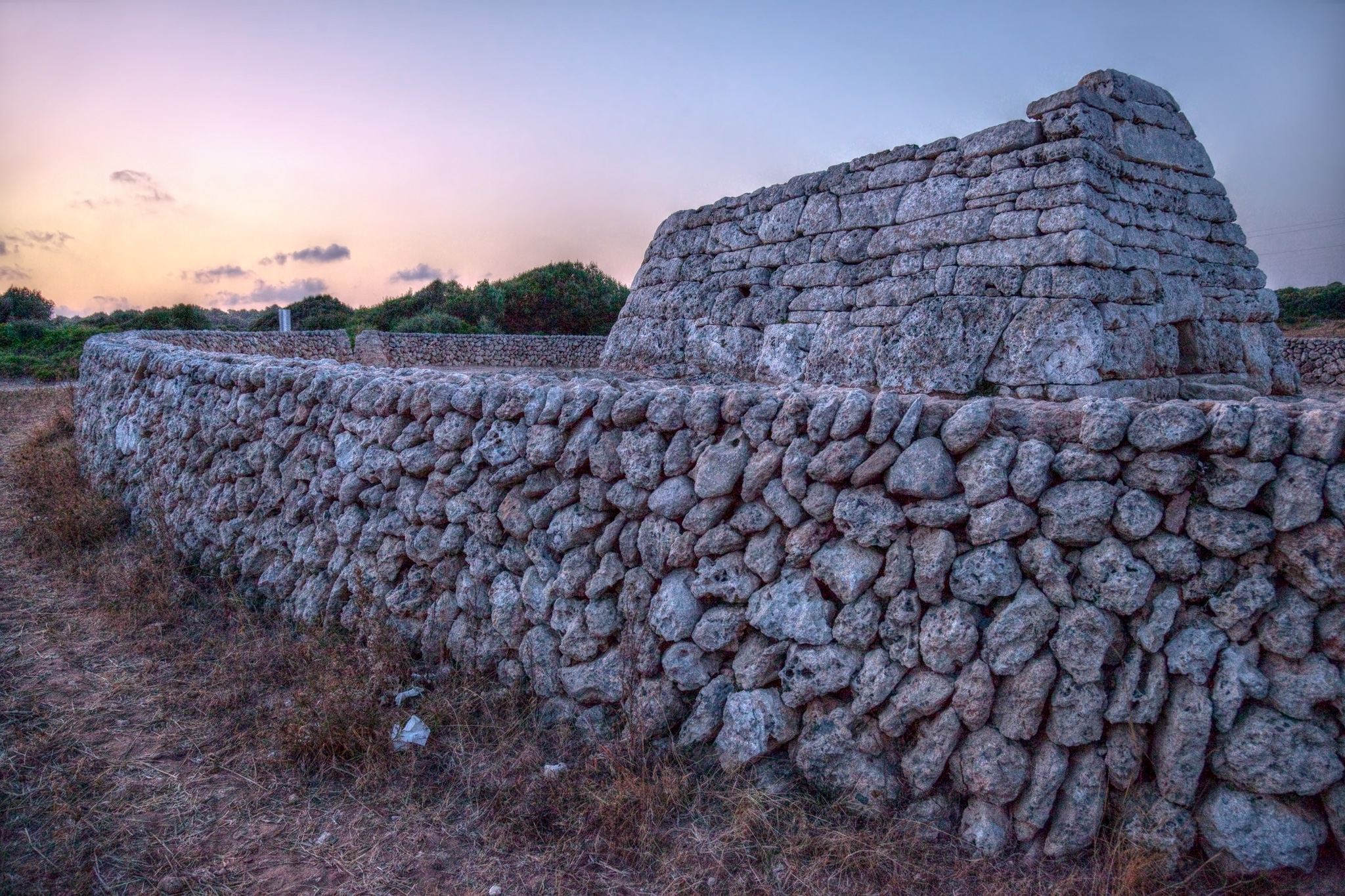
Vista lateral

La Naveta des Tudons es una construcción funeraria de la prehistoria española construida hacia el 1400 a. C. y usada hasta el 750 a. C. cuando fue abandonada. Se trata de una tumba colectiva que, al ser excavada y restaurada en los años 1950, aportó los restos de al menos 100 individuos y objetos de sus depósitos funerarios: pulseras de bronce, botones de hueso y cerámica. Se trata de una de las construcciones prehistóricas mejor conservadas de Menorca. Su nombre significa "La nave de las palomas torcaces". 
El primer autor que se ocupó de este edificio fue Juan Ramis, en su obra Antigüedades célticas de la isla de Menorca, de 1818, que es el primer libro en castellano íntegramente dedicado a la prehistoria.
En la actualidad está restaurada y el yacimiento está abierto al público para su visita. Es uno de los iconos y reclamos turísticos más importantes de la isla. Está situado en el km 40 de la carretera Me-1 de Menorca, entre Ciudadela y Ferrerías. 
Hoy por hoy, el monumento está considerado como el edificio íntegramente conservado más antiguo de Europa.
Durante el fin de semana del 17 de marzo de 2018, el monumento fue gravemente vandalizado sufriendo grafitis en 81 de las piedras que componen la construcción. La policía abrió una investigación y se desató una gran respuesta de indignación política y ciudadana al haber dañado uno de los iconos de la isla y haber perjudicado, por otro lado, al turismo cultural. El Consejo Internacional de Monumentos y Sitios ya había emitido un informe desfavorable acerca de la vigilancia de los monumentos talayóticos menorquines declarándola deficiente. Las pintadas fueron eliminadas por un equipo de restauradores a instancias del Consejo Insular de Menorca, de modo que el edificio recuperó su aspecto original en poco tiempo.
Es uno de los 32 yacimientos prehistóricos menorquines que se presentan a la candidatura de la Menorca Talayótica como patrimonio de la humanidad ante la UNESCO.

## Descripción del edificio

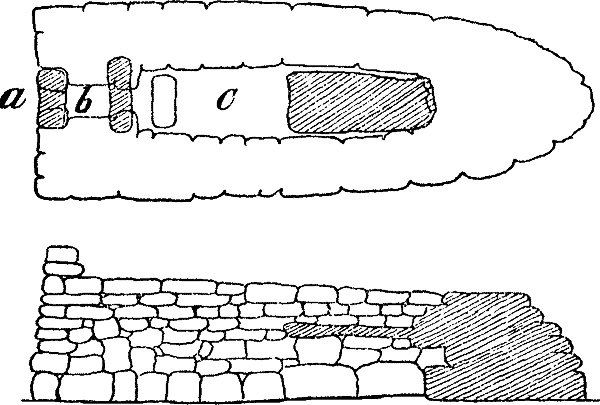
Plano y sección de la naveta previo a su restauración (1912): (a) Puerta baja, (b) Pasadizo estrecho, (c) Cámara rectangular alargada.

La forma de la Naveta d'es Tudons es similar a una barca bocabajo, con la popa en su fachada trapezoidal y su proa sobre el ábside. En planta, es similar a una semielipse. Sus dimensiones exteriores son un largo aproximado de 14,5m, un ancho de 6,5m y una altura de 4,55m que se especula podría haber llegado hasta los seis metros de alto originalmente. Se encuentra orientada Sursudoeste/Estenoreste, siendo al sur la posición de la entrada situada en el centro de la fachada.
La fachada, muros laterales y ábside del edificio consisten de sucesivas capas horizontales de bloques calizos labrados con martillos encajados entre sí con junta seca, es decir, sin emplear mortero, con sus cimientos sobre un zócalo de bloques de mayor tamaño.
La estrecha y baja puerta de entrada (0,57 m x 0,75 m) está rebajada para poder ser sellada mediante una losa de cierre. La entrada conduce a través de un breve pasillo a una antecámara de 1,3 metros de largo, y tras otro corto pasillo a la cámara principal, o cámara baja (7,45 m x 2,45 m), que cuenta con un techo de sillares ciclópeos insertados en los muros. Sobre esta cámara se encuentra la cámara superior, que es accesible desde la parte superior de la antecámara. Es ligeramente más corta y estrecha (7,10 m x 1,90 m) que su homóloga inferior, con una distancia al techo cercana a 0.85m que igualmente está constituido de losas horizontales dispuestas unas sobre otras como voladizos sucesivos, formando una falsa bóveda. Estas losas cuentan con agujeros posiblemente destinados a la ventilación.

## En la cultura popular
Algunos de los monumentos megalíticos e Menorca tienen leyendas asociadas. De la naveta des Tudons se dice que fue construida por un gigante compitiendo con su hermano por el amor de una mujer. Mientras uno le iba a ofrecer la naveta, el otro le ofrecía un pozo. Cuando a la naveta le faltaba una única piedra por completarse (aquella que se encontraba desaparecida cuando se descubrió), el segundo de los gigantes completó su pozo. Celoso, el gigante de la naveta le lanzó la piedra al otro, asesinándolo y destruyendo la obra. Tras ser consciente de que había asesinado a su hermano se suicidó. La mujer, al quedar sin pretendientes, murió de pena.
Otra versión de la leyenda cuenta que, estando la isla fragmentada en dos reinos, el hijo y heredero de uno e los monarcas se enamoró de la hija del rey vecino y, como ella amorosamente le correspondía, pidió su mano, estando de acuerdo con el enlace ambos soberanos porque así se cumpliría el viejo sueño de unificar la pequeña isla. No obstante, la princesa, caprichosa, puso una condición: antes de la ceremonia nupcial, su futuro marido debería construir la casa en la que vivirían ambos; pero ¡ojo!, él solito, sin ayuda de nadie. Así le demostraría su amor. Ilusionado y afanoso, el enamorado príncipe se puso manos a la obra, portando las enormes piedras desde canteras lejanas y disponiéndolas, él solo - como era condición - una encima de la otra, formando, poco a poco la bonita naveta. Cuando ya estaba prácticamente terminada y solo faltaba colocar una piedra, extenuado, no pudo con el último esfuerzo y el enorme sillar que levantaba sobre su cabeza se le vino encima y le mató. Decidieron enterrarle en el interior. Lo que iba a ser su hogar se convirtió en su tumba. La princesa huyó desesperada con su vestido de novia y nunca más se supo de ella. Desde entonces, según la leyenda, estas construcciones tuvieron carácter funerario.